# 티 (식사)

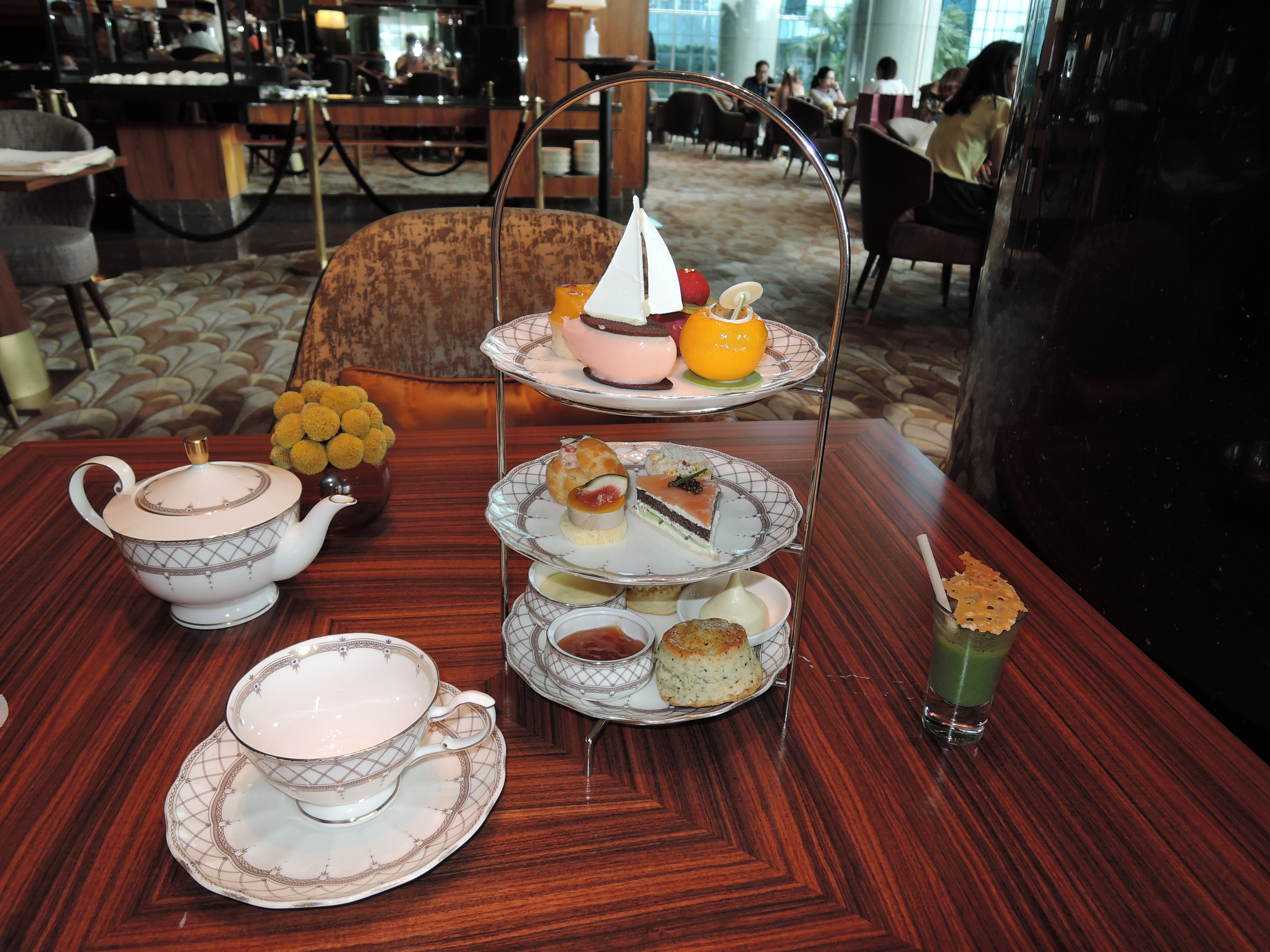
그랜드 하얏트 홍콩에서 스콘, 잼, 작은 케이크를 곁들인 애프터눈 티

티(영어: tea→차)는 예전부터 차 자체뿐만 아니라 그것을 이용한 여러 가지 식사도 포함하는 포괄적인 용어로 사용되어 왔다. 19세기, 가정경제학에 대한 책을 많이 읽은 이사벨라 비톤은 다양한 종류의 애프터눈 티를 설명하고 고풍스러운 차, 재택에서의 차, 가족끼리의 차, 고급스러운 차를 제공하였다.
티타임(영어: teatime)은 영국의 전통문화이며 늦은 오후 ~ 이른 저녁 사이 먹는 차를 이용한 식사이다. 식사로서의 차는 영국, 아일랜드 및 일부 영연방 국가와 관련되어 있다.

## 애프터눈 티

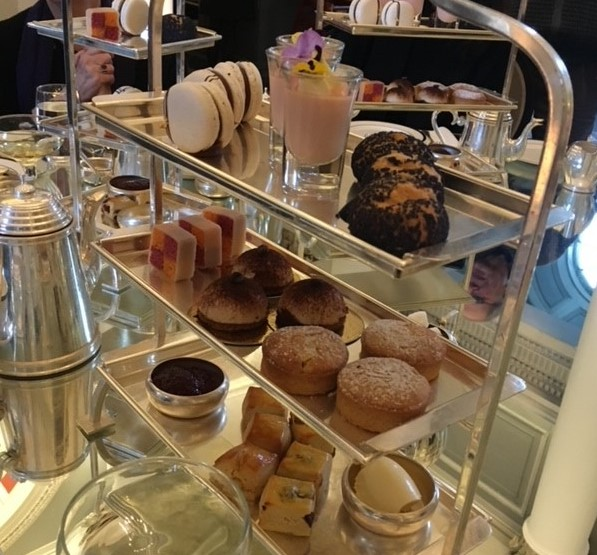
에든버러의 한 호텔에 있는 은빛 서빙 타워의 애프터눈 티

애프터눈 티(영어: afternoon tea)는 일반적으로 오후 3시 30분 ~ 오후 5시 사이에 먹는 가벼운 식사이다. 이러한 관습은 1840년대 영국의 부유층 사회계급에서 시작되었다. 안나 마리아 러셀, 베드포드 공작 부인은 벨보어 성을 방문하는 동안 늦은 오후에 차를 이용하여 식사를 하였는데 이것이 시초가 된 것으로 널리 알려져 있다. 19세기 말까지 애프터눈 티는 점차 현재의 형태로 변화하기 시작했고 상류층과 중산층 모두 즐기게 되었다. 소설화(허구화)된 회고록 "Lark Rise to Candleford"에 등장하는 한 고립된 마을에서도 애프터눈 티는 보편적인 문화로 취급되었다. 이 회고록에서는 코티지가 집주인에게 "방문객의 차"라는 것을 내놓았다.
"상이 차려졌다... 찻잔마다 분홍색 장미가 새겨져 있었고 최고급 차가 담겼다. 양상추, 얇은 빵과 버터, 아침에 미리 구워진 작은 케이크."(the table was laid… there were the best tea things with a fat pink rose on the side of each cup; hearts of lettuce, thin bread and butter, and the crisp little cakes that had been baked in readiness that morning.)— 회고록 中

더 높은 특권을 위해 애프터눈 티에는 샌드위치(일반적으로 오이 샌드위치나 알프레드 샌드위치), 빵과 버터, 스콘(응고된 크림과 잼, 크림 차 포함), 일반적인 케이크와 페스트리(ex. 바텐버그 케이크와 빅토리아 스펀지)로 구성된다. 샌드위치의 식빵은 보통 껍질을 제거하며 삼각형 모양으로 자른다(이것을 '차 샌드위치'(tea sandwiches)라고 부른다). 일반적으로 비스킷은 제공되지 않는다.
현재 애프터눈 티는 호텔에서 제공되는 특별 행사 같은 것이다. 음식은 보통 층별로 되어 있는 스탠드에 담아 제공되며; 샌드위치는 없는 경우가 많지만 버터, 마가린, 여러 종류의 잼 또는 기타 스프레드 또는 토스트, 머핀 또는 크럼펫이 제공된다. 애프터눈 티는 샴페인이나 비슷한 알코올 음료 한 잔으로 더 보충되기도 한다.
덜 공식적인 식당에서는 커피 숍과 비슷한 티 룸으로 알려져 있다. 이들은 영국에서 인기 있었지만 제2차 세계 대전 이후 그 인기가 현저히 떨어졌다. 다만 A.B.C. 티 숍(A.B.C. Tea shops), 라이너 코너 하우스(Lyner Corner House)는 성공적인 체인점이다. 자세한 내용은 여기에서.
한편 이 식사를 바탕으로 한 다과회(tea party 티 파티[*])라는 사교적 모임도 있다(1773년 12월 중순에 일어난 미국의 혁명인 보스턴 티 파티와 혼동하지 않도록 주의).

## 크림 티

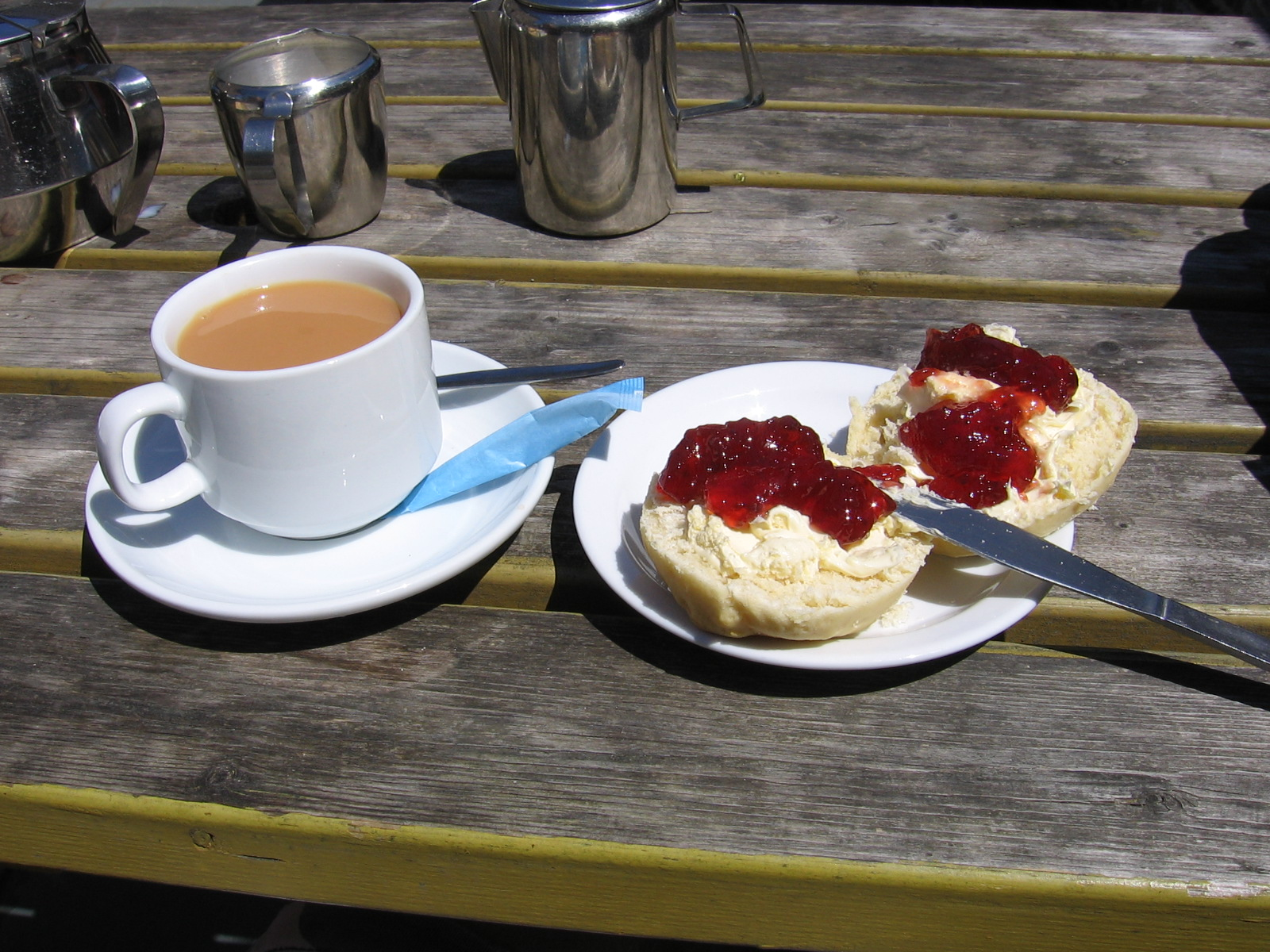
응고된 크림과 잼을 뿌린 스콘과 차를 함께 마시는 '데번 크림 티'(Devon cream tea).

크림 티(영어: cream tea)는 서부 지역(콘월주, 데번주, 도싯주, 서머싯주)와 관련이 있는 식사이다. 크림 티는 보통 스콘, 클로티드 크림 (진득한 크림), 딸기잼, 차로 구성되어 있다. 일부 지역에서는 클로티드 크림 대신 버터가 제공된다. 오스트레일리아에서는 일반적으로 '데번셔 티'(Devonshire Tea)라고 부른다.

## 저녁 식사로서의 티타임
영국에서는 저녁식사를 티(영어: tea, 또는 하이 티(high tea), 미트 티(meat tea)라고도 부른다. 주로 노동 계급 가정과 어울리는 것으로 보통 오후 5시 ~ 7시 사이에 먹는다. 영국 북부 지역과 사우스웨일스 지역, 스코틀랜드, 잉글랜드 중부 지방, 노스아일랜드와 아일랜드의 농촌 지역 및 노동 계급 지역에서는 전통적으로 저녁 식사와 저녁 식사 차(오후 6시 경에 먹음)를 일컫는 말이지만 상급 사회 계급 지역에서는 점심 식사나 저녁 식사(evening meal, 오후 7시 이후에 먹음), 저녁 식사(dinner, 공식적인 경우), 밤참(supper, 비공식적인 경우)를 일컫는 말이다. 이러한 차별화는 영국 영어의 전형적인 사회 지표 중 하나이다(자세한 내용은 U 영어와 non-U 영어 참조).
하이티는 데운 요리가 먼저 나오고 케이크와 빵, 버터와 잼이 뒤에 나온다. 가끔씩 햄 샐러드처럼 찬 고기를 내기도 한다. 하이티라는 용어는 1825년경에 처음 쓰인 말로, '하이' (high) 티, 즉 높은 (high) 상에서 차려 먹었던 것에서 유래하였다. 이와는 반대로 로우 티 (low tea)는 낮은 상에다 차리는 간단한 스낵류에 가까웠다.
한편으로 "You'll have had your tea"라는 말도 있는데, 손님을 환대하는 것이 서투른 에딘버러 사람들을 놀릴 때 쓰는 말로 "밥 한술이라도 뜨실라우?"처럼 주인이 뭔가 내키지 않아하면서도 밥 먹고 가라고 하는 느낌이다. BBC 라디오 4에서 이 말을 따온 코미디쇼도 방송하는데 그레이엄 가든과 베리 크라이어 등이 출연한다.

## 같이 보기
- 차의 역사